# Biljna tkiva

## Tvorna tkiva ili meristemi
- Vršni meristem (vegetacijski vršak stabljike i korijena), mitozom omogućuje rast stabljici u visinu, odnosno korijenu u dubinu
- Bočna tvorna tkiva (razvijaju se naknadno, tvore godove) omogućuju biljci rast u širinu; glavno tkivo je žilni kambij (u presjeku biljke kambijski prsten) koji prema središtu tvori ksilem (drvo), a prema površini floem (liko)

## Trajna tkiva
(izgrađuju ih stanice koje se ne dijele)
- Osnovno tkivo tvore asimilacijski (u njemu se odvija fotosinteza) i spužvasti parenhim (služi za prozračivanje i spremanje tvari)

- Pokrovno tkivo čine epiderma (stabljika i listovi) te rizoderma (korijen); vanjski dio je prekriven kutikulom (masnim tvarima i voskom); na njemu se nalaze puči (stome) koje služe za izmjenu plinova, a nalaze se između zapornica (koje sadrže kloroplaste); može imati i dlake koje štite od ekstremnih temperatura ili upijaju vodu; višegodišnje PT zove se kora

- Provodno tkivo čine ksilem (traheje – mrtve cijevi i traheide – produžene stanice), koji provodi vodu i min. tvari od korijena, i floem (kojeg čine sitaste cijevi), koji provodi asimilate nastale fotosintezom

- Potporno tkivo osigurava čvrstoću biljke, a može biti kolenhim (od živih stanica) ili sklerenhim (od mrtvih stanica, skelereida)

- Žljezdano tkivo sadrži žlijezde hidatode (izlučuju vodu kroz puči vodenice), nektarije (izlučuju nektar koji mami kukce), probavne žlijezde (za razgradnju bjelančevina; tvari koje se izlučuju su sekrete (biljkama korisne tvari) i ekskrete, krajnje proizvode – eterična ulja (koje izlučuju žljezdane dlake i uljne žlijezde) smole (koje izlučuju smolenice) i kaučuk.